# Андрюхин, Михаил Владимирович
Михаил Владимирович Андрюхин (род. 13 июля 1970 года) — Заслуженный мастер спорта России по пауэрлифтингу, российский пауэрлифтер, тренер, общественный деятель.

## Карьера
Воспитанник серпуховского пауэрлифтинга. Тренеры — Андрюхин В. Н., Кузьмин А. А.
С 1994 года выступает на чемпионатах России. Чемпион России (1998, 1999, 2000, 2001, 2002, 2004, 2006).
Бронзовый призёр Всемирных игр 2001 года.
Четырёхкратный чемпион Европы. Четырёхкратный чемпион мира. Многократный призёр чемпионатов мира, Европы, России.
Окончил Московский государственный педагогический университет, кафедра адаптивной физкультуры. Работает в Серпухове учителем технологии в школе для детей с ограниченными возможностями здоровья. На общественных началах работает детским тренером в спортивном клубе «Орленок».
Сын Михаила — Александр — тоже занимается пауэрлифтингом.